# Ivan 5. af Rusland
Ivan 5. af Rusland (russisk: Иван V Алексеевич Романов, tr. Ivan V Aleksejevitj Romanov) (født 6. september 1666, død 8. februar 1696) var zar af Rusland fra 1682 til 1696 sammen med sin yngre halvbror Peter den Store.
Ivan tilhørte Huset Romanov og var søn af zar Aleksej Mikhajlovitj af Rusland og Maria Miloslavskaja. Hans regentskab var kun formelt, da han var både fysisk og psykisk handicappet.